# Enquadernació en pell

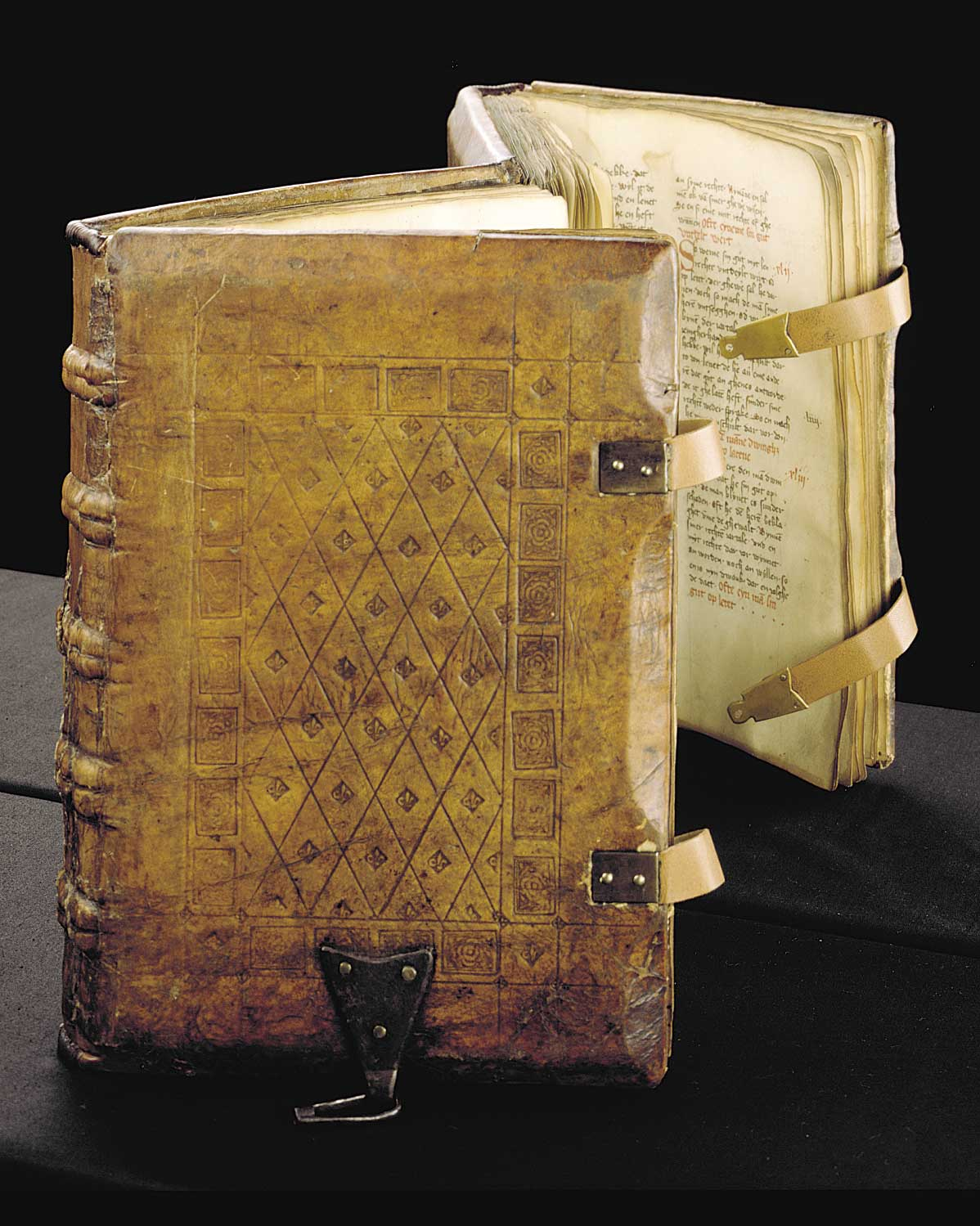
Enquadernació en pell

L'enquadernació en pell és l'art de convertir una pell orgànica ja sigui de boví, cabra o animal exòtic, si és el cas a la coberta més exquisida d'un llibre o conjunt de fulls que desitgen posar en relleu la seva naturalesa o importància en el temps. L'ús de l'enquadernació en pell data del segle xiii, però actualment l'adoberia moderna ha millorat el seu procés, ja que l'ús de productes químics especials permet obtenir pells amb una qualitat molt més agradable al tacte i a la vista. Hi ha diferents tipus d'enquadernació en pell.
1. La natural: És la que sense necessitat de tractar la pell, en el procés d'assecatge, s'ha mantingut el pèl, només estirant la pell en un marc i que després d'haver estat assecada acuradament manté la seva olor i textura fins al moment que d'aplicar-la a les tapes o al llom del llibre a enquadernar.
2. L'adobament a flor: És la que prèviament s'ha adobat escorxant la seva carnassa i humectador amb productes químics especials els quals li donen un to natural sense pigments. És fàcil d'estirar i gravar, ja que la seva flor natural no ha estat polida i, per tant, és molt apreciada per realitzar repussats i pigmentacions posteriors.
3. L'adobada amb pigments i preservants especials . Aquestes pells són ideals per enquadernar els lloms dels llibres, ja que els tons que s'obtenen són posteriorment lacats amb bromur i planxats amb vapor pel que el seu gruix és prèviament polit i no és tan flexible que permet millor adherència per aplicar-hi d'accessoris (enganxant-los). La seva uniformitat i realç depenen de la qualitat de la pell abans de ser adobada, de la seva bona flor i no haver estat atacada per insectes.

Aquest estrany art de l'enquadernació, encara és comú en gran part d'Europa, amb molts i molt importants tallers i escoles on es practica, comercialitza i ensenya, amb tècniques molt pures, on només són modernes les pel·lícules per estampar o daurar les cobertes i els lloms, però no així les tècniques en la seva aplicació, sent això el que li dona gran valor artístic a cada obra. A Occident, es practica poc i es limita en la majoria de les vegades al tradicional enquadernat en tapa dura (cartoné) o en tapa "rústica", per a Tesis escolars; són pocs els tallers especialitzats, on es restaura per complet una obra, l'alt cost, la falta de tallers, materials, equips i artistes, el desconeixement de la gent i les tècniques d'enquadernat modernes, econòmiques i a l'abast de qualsevol butxaca, com l'Enquadernació amb espiral, són els factors més importants, perquè hi hagi gairebé desaparegut.
Amb l'era de la informàtica, la modernització de les biblioteques, despatxos d'advocats, notaries, registres civils i jutjats del civil i penal, on tradicionalment s'enquadernaven els seus documents, llibres i altres documents, ha adoptat l'aplicació de la digitalització, i l'antic suport del paper cada vegada va quedant només per a projectes particulars i governamentals. Com a conseqüència lògica per tant, l'ús de paper i la seva conservació enquadernada, tindrà cada dia menys importància.